# Denisse van Lamoen

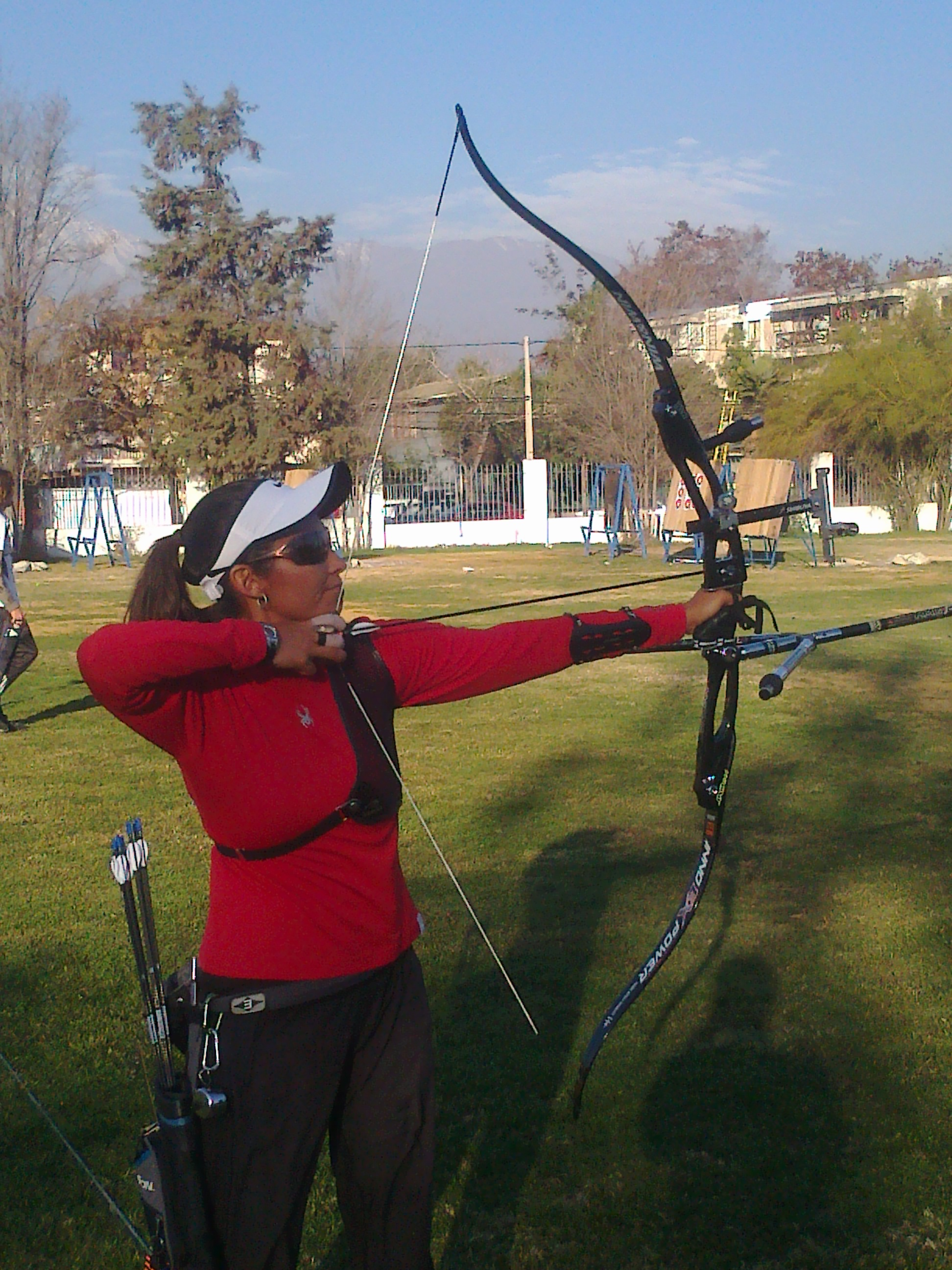
Denisse van Lamoen (2011)

Denisse van Lamoen (* 12. September 1979 in Arica) ist eine chilenische Bogenschützin.
Sie begann 1993 mit dem Bogenschießen und hatte 1996 ihr internationales Debüt. Bei den Panamerikanischen Spielen 1999 gewann sie die Silbermedaille. 2000 nahm van Lamoen an den Olympischen Spielen in Sydney teil, bei denen sie den 52. Platz belegte. Bei den Südamerikaspielen 2002 wurde sie bei der Dopingkontrolle positiv auf Amphetamin getestet und für sechs Monate gesperrt. Nach ihrer Sperre erreichte sie bei den Panamerikanischen Spielen 2003 den fünften Platz.
2007 nahm van Lamoen zum ersten Mal an den Weltmeisterschaften teil, bei denen sie den 81. Platz belegte. Erfolgreicher verliefen für sie die Weltmeisterschaften 2011 in Turin, als sie den Titel gewinnen konnte. Nach ihrem Sieg wurde sie als Chilenische Sportlerin des Jahres ausgezeichnet. 2012 gewann sie bei den Panamerikanischen Meisterschaften. Bei den Olympischen Spielen in London war sie bei der Eröffnungsfeier Fahnenträgerin der chilenischen Mannschaft. Im Wettbewerb belegte sie den 33. Platz. 2015 gewann sie bei den Panamerikanischen Meisterschaften die Goldmedaille.